# Wojna dziesięciodniowa

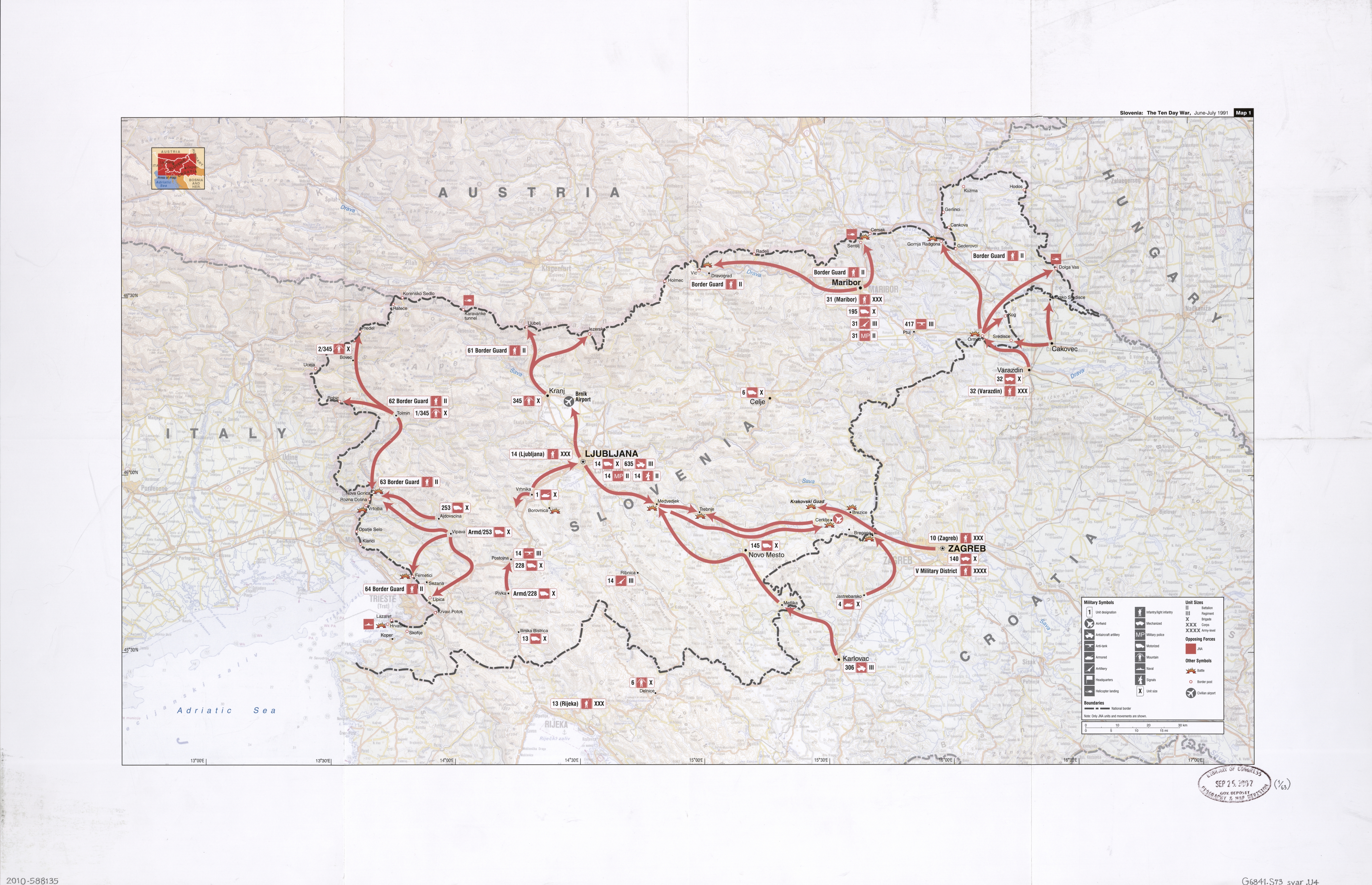
Mapa działań wojennych

Wojna dziesięciodniowa (słoweń. Desetdnevna vojna), czasem nazywana słoweńską wojną o niepodległość (słoweń. Slovenska osamosvojitvena vojna) – konflikt zbrojny pomiędzy Słowenią a Jugosławią trwający od 27 czerwca do 7 lipca 1991, spowodowany ogłoszeniem słoweńskiej deklaracji niepodległości.
Konflikt trwał 10 dni i przeszedł do historii jako jedna z najkrótszych i jednocześnie najmniej krwawych wojen w dziejach kontynentu. Straty poniesione przez obie strony nie przekroczyły w sumie 63 żołnierzy. Z kolei po stronie jugosłowiańskiej setki żołnierzy dostały się do niewoli, w czym niebagatelną rolę odegrał opór ze strony ludności cywilnej, spowalniającej wszelkimi dostępnymi sposobami marsz wojsk federalnych.

## Początek konfliktu

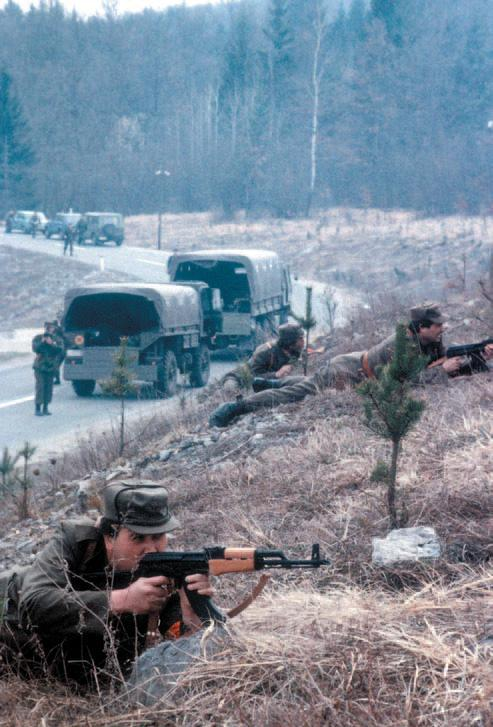
Ćwiczenia wojskowe słoweńskiej obrony terytorialnej, marzec 1991

W 1989 roku Słoweńcy w półoficjalnym referendum niepodległościowym opowiedzieli się większością 98% głosów za uniezależnieniem kraju od Jugosławii, popierając koncepcję konfederalną, przez którą rozumiano wspólną politykę obronną i zagraniczną oraz unię celną. Stało się to motorem demokratycznych przemian. 8 kwietnia 1990 roku w Słowenii odbyły się pierwsze w historii kraju wolne wybory parlamentarne, które wygrała koalicja partii prawicowych i centrowych. Nastroje niepodległościowe potęgowała podobna sytuacja polityczna w sąsiedniej Socjalistycznej Republice Chorwacji. Dla władz w Belgradzie i dowództwa Jugosłowiańskiej Armii Ludowej (JNA) było to alarmującym sygnałem, gdyż secesja Słowenii (formalnie wciąż będącej częścią federacji) mogłaby popchnąć inne republiki Jugosławii do poczynienia podobnych kroków. Aby temu zapobiec, rozpoczęto przygotowania do interwencji wojskowej, m.in. poprzez konfiskatę wyposażenia jednostek wiernej republice Słoweńskiej Obrony Terytorialnej (STO – rezerwowej formacji paramilitarnej).
Władze Słowenii zarządziły przygotowania do starć z siłami jugosłowiańskimi. 28 września 1990 została przyjęta poprawka do konstytucji słoweńskiej, przekazująca w razie wybuchu wojny dowództwo nad siłami obronnymi w ręce Prezydium Republiki Słowenii, dowodzonego przez prezydenta Milana Kučana. 18 marca 1991 prezydium ustanowiło dodatkowo sztab ds. koordynacji operacji specjalnych, zapewniający skuteczną kooperację między stale wzmacnianymi jednostkami policji a Obroną Terytorialną. Na jego czele stanął minister obrony Janez Janša. 23 maja doszło również do starcia między żołnierzami JNA a ochotnikami z Obrony Terytorialnej na terenie ośrodka szkoleniowego w Mariborze. Tam też zanotowano pierwszą ofiarę śmiertelną – żołnierza Josefa Šimčika, który zginął pod kołami transportera opancerzonego. Incydent ten spowodował wzrost napięć między Słowenią a rządem federalnym w Belgradzie.
25 czerwca Zgromadzenie Narodowe ogłosiło deklarację niepodległości Słowenii od Jugosławii, co oznaczało faktyczną już secesję z federacji. Tego samego dnia niepodległość ogłosiła Chorwacja.

## Przebieg działań wojennych
Jugosławia uznała słoweńskie i chorwackie deklaracje niepodległości za nielegalne. Dzień później siły JNA zainterweniowały. Ich pierwszym celem było zablokowanie słoweńsko-włoskiego przejścia granicznego, aby odciąć kraj od świata zewnętrznego. Wykorzystano wówczas jednostki pancerne, stacjonujące w garnizonach rozsianych po całym kraju. Operacja nie powiodła się jednak, głównie dzięki stawiającej opór ludności cywilnej ustawiającej barykady i blokady na drogach, co uniemożliwiało siłom federalnym przemieszczanie się w głąb Słowenii. Na punkt zorganizowanego oporu żołnierze jugosłowiańscy natrafili w miejscowości Vrhpolje.
Wojna rozpoczęła się w nocy z 26 na 27 czerwca. Zmotoryzowana bateria przeciwlotnicza JNA przekroczyła wówczas granicę słoweńską w miejscowości Metlik, zaś kolumny pancerne ruszyły w stronę znajdującego się w rękach jugosłowiańskich lotniska Brnik i stolicy Lublany. Wojska federalne natrafiały jednak na coraz zacieklejszy opór ze strony ludności cywilnej, hamującej przemarsz barykadami z samochodów. Kilka z pojazdów zostało unieruchomionych, dochodziło również do niewielkich starć. Żołnierze stacjonujący w Trzinie zostali zaatakowani przez Słoweńską Obronę Terytorialną. Straciwszy jednostki łączności, poddali się Słoweńcom po kilkudziesięciu minutach walki.
W szeregach jugosłowiańskich zapanował zamęt – żołnierze nie byli przygotowani na jakikolwiek opór. Jednostki pancerne oddzieliły się od piechoty, co uniemożliwiło kooperację mieszanych oddziałów. Bolączką były również kwestie związane z zaopatrzeniem. Wojska federalne, rozsiane w garnizonach po całej Słowenii, były na dodatek podporządkowane dowództwu znajdującemu się w oddalonym Zagrzebiu, co utrudniało bezpośrednią komunikację.
W piątek 28 czerwca jednostki Obrony Terytorialnej ruszyły w stronę zablokowanych przez Jugosławię przejść granicznych, ewakuując ludność cywilną z terenów objętych walkami. Tego samego dnia strona federalna ogłosiła zawieszenie broni, nawołując Słoweńców do negocjacji. W nocy z 28 na 29 czerwca przedstawiciele Słowenii i Jugosławii spotkali się w Zagrzebiu pod egidą reprezentantów EWG (Włoch, Luksemburga i Holandii), by ustalić warunki rozejmu. Ustalenia te nie weszły jednak w życie, wojna więc nadal trwała. Ponadto władze w Belgradzie postawiły Słowenii ultimatum – żołnierze Obrony Terytorialnej mieli złożyć broń i ogłosić kapitulację do 30 czerwca, czego nie zrobili. W niedzielę 30 czerwca jugosłowiańskie samoloty naruszyły przestrzeń powietrzną Słowenii w celu dokonania bombardowania, zawróciły jednak do baz po nieoczekiwanej zmianie wytycznych. Dzień później JNA po raz kolejny ogłosiła zawieszenie broni.
1 lipca rozegrała się najważniejsza faza wojny – jednostki Słoweńskiej Obrony Terytorialnej oraz policji ruszyły do ofensywy przeciwko kolejnym kolumnom pancernym JNA przy wsparciu miejscowej ludności. Do walk doszło m.in. w lesie Krakovski Gozd, na przejściu granicznym Gornja Radgona oraz w sztabie armii federalnej w Lublanie. Słoweńcy unieruchomili większość z jugosłowiańskich czołgów oraz transporterów opancerzonych. Żołnierze jugosłowiańscy byli zatrzymywani już na przejściach granicznych, a wobec trudnego położenia, w którym się znaleźli, po prostu kapitulowali. Nazajutrz do Słowenii aż z Belgradu wyruszyła elitarna jednostka pancerna. Nawet ona została jednak stosunkowo szybko zaatakowana, unieruchomiona i zmuszona do poddania. Dowództwo JNA w Zagrzebiu zgodziło się na, ostatnie już podczas tej wojny, zawieszenie broni.

## Zakończenie walk i rozejm
4 lipca sytuacja w kraju była już całkowicie opanowana przez Słoweńców. Pozostałości wojsk Jugosłowiańskiej Armii Ludowej na terenie kraju zostały zmuszone do ewakuowania się za wschodnią granicę, do Chorwacji. Trzy dni później, w niedzielę 7 lipca 1991 doszło do spotkania przywódców Słowenii, Chorwacji, Jugosławii oraz reprezentantów EWG na Wyspach Briońskich. W wyniku wynegocjowanego porozumienia podpisano tzw. deklarację Brioni (która weszła w życie o północy z 7 na 8 lipca), która faktycznie zakończyła trwającą od 10 dni wojnę. Zgodnie z jej założeniami władze Słowenii oraz Chorwacji zgodziły się na trzymiesięczne zawieszenie swoich deklaracji niepodległości, podczas gdy wojska federalne wycofywały się w głąb Jugosławii. Wycofywanie wojsk federalnych zakończyło się w nocy z 25 na 26 października 1991 kiedy to ostatnia grupa żołnierzy jugosłowiańskich opuściła terytorium Słowenii poprzez odpłynięcie z portu w Koprze statku, w którym znajdowali się ostatni stacjonujący w Słowenii żołnierze Jugosłowiańskiej Armii Ludowej.
Wojna w Słowenii była najkrótszym i najmniej krwawym konfliktem zbrojnym podczas wojen w Jugosławii. Spowodowane było to tym, iż Słowenia obejmowała obszar jednolity etnicznie, który, w przeciwieństwie do Chorwacji czy Bośni i Hercegowiny, zamieszkiwała głównie ludność rdzenna. Mniejszość serbska (poza żołnierzami armii ludowej stacjonującymi na terenie kraju) stanowiła niewielki odsetek mieszkańców. Podczas walk zginęło 44 żołnierzy jugosłowiańskich oraz 19 słoweńskich policjantów i ochotników Obrony Terytorialnej. Dodatkowo strona słoweńska skonfiskowała wiele federalnych czołgów oraz wozów bojowych kapitulującym żołnierzom, tworząc z nich nawet całą kompanię pancerną. Bezdyskusyjne zwycięstwo Słoweńców dało im uznanie na arenie międzynarodowej. Pierwszym państwem, które uznało słoweńską niepodległość, były Niemcy. Reszta państw EWG poszła wkrótce w ich ślady.